# Admetula afra
Admetula afra là một loài ốc biển, là động vật thân mềm chân bụng sống ở biển trong họ Cancellariidae.
Tính ngữ loài afra là giống cái của afer, có nghĩa là "thuộc châu Phi".

## Phân bố
- Nam Phi[1]